# Microsoft Photo Editor
El Microsoft Photo Editor es un componente de editor de gráficos rasterizado de Microsoft Office que se incluyó por primera vez en Microsoft Office 97. Cuenta con herramientas de edición para texturizar, crear negativos, ajustar el gamma y añadir transparencia a las imágenes GIF. Fue reemplazado en Microsoft Office 2003 por el Administrador de Imágenes de Microsoft Office, aunque muchas características del Photo Editor no estaban disponibles en el Administrador de Imágenes.